# Ramoneur
Pour l’article homonyme, voir Ramoneur (papillon).
Le ramoneur est une personne, généralement qualifiée, chargée de nettoyer les cheminées. Il utilise de longs balais-brosses ou une raclette (genre de truelle) pour enlever la suie du conduit.
Les techniques modernes utilisent le ramonage rotatif : une perceuse avec des embouts adaptés au type de conduit, qu’il soit tubé ou composé de boisseaux.
Le ramoneur d’aujourd’hui est muni de masque FFP3 afin de ne plus inhaler de poussières nocives (suies et/ou bistre).
Ainsi, le ramonage peut s’effectuer aussi bien depuis le foyer que depuis le toit.
L'activité, au cours du temps, s'est transformée car le ramonage concerne désormais aussi bien les conduits d'évacuation des gaz de combustion (gaz, bois, fioul ...), les gaines grasses (extracteur), les VMC, les conduits de laveries, ou tout autre conduit d'évacuation.

## Histoire

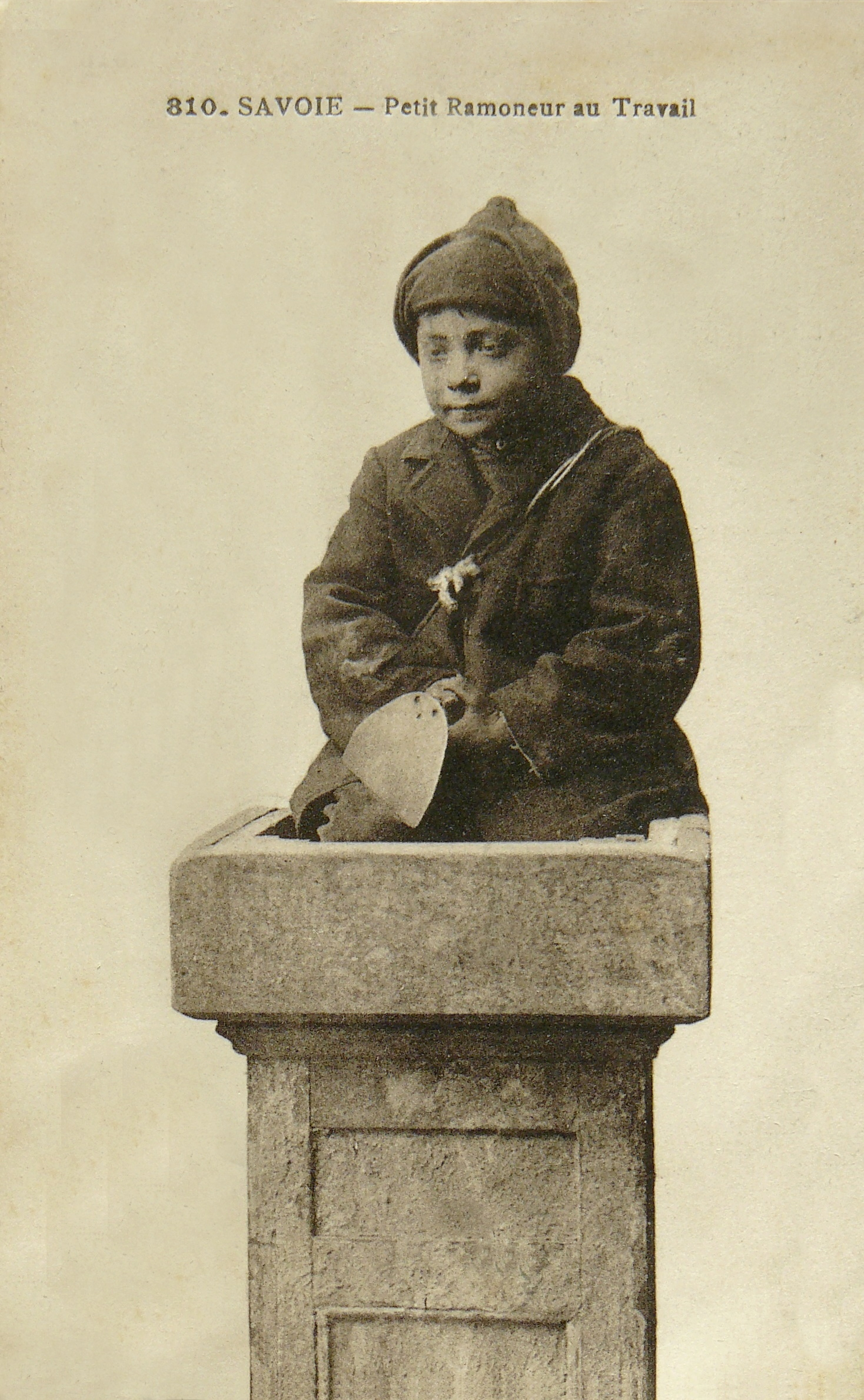
Petit ramoneur de Chambéry (1910).

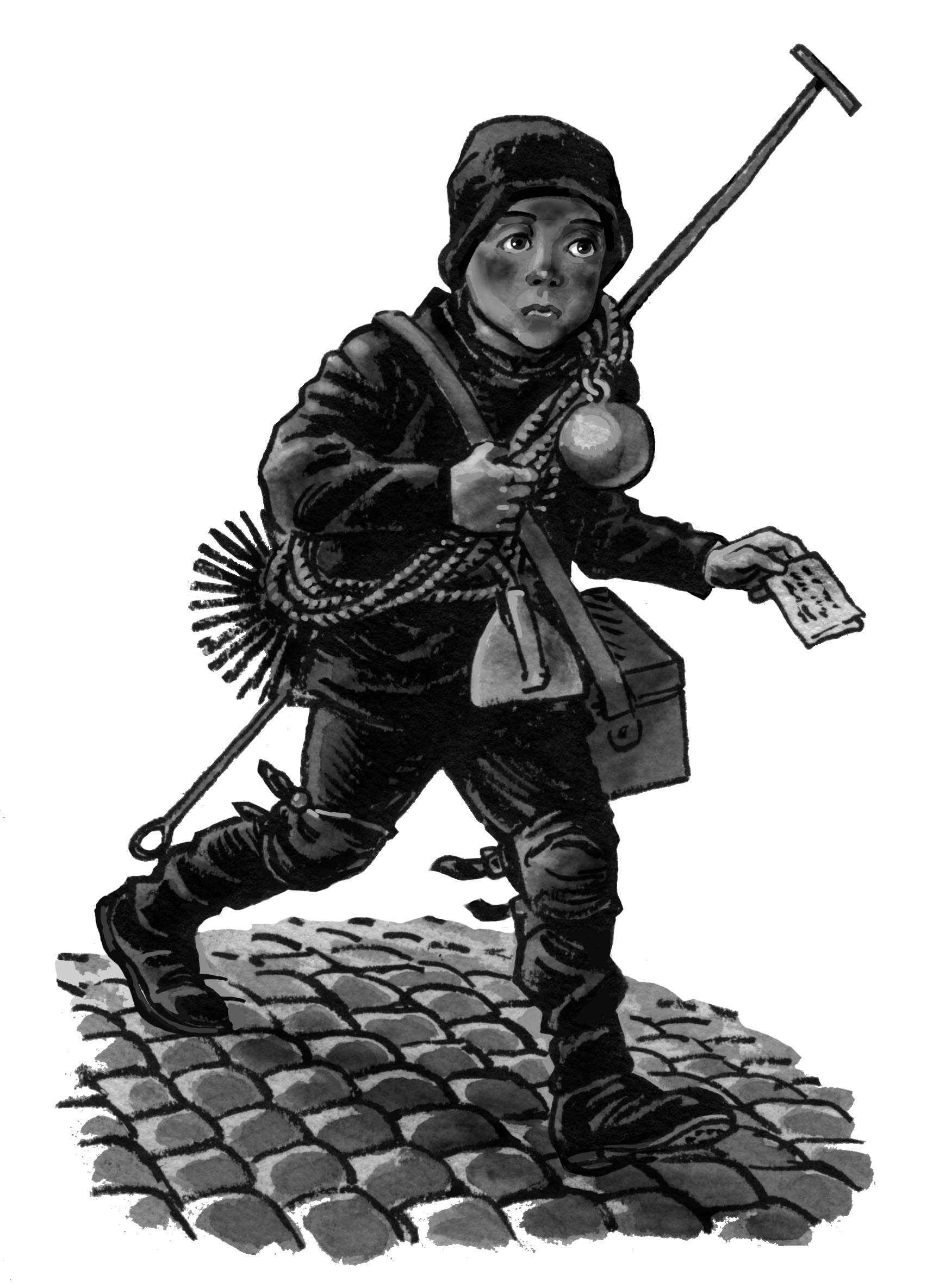
Un petit ramoneur savoyard (avant la généralisation des postes, on confiait souvent, à Paris, aux petits ramoneurs le soin de transmettre des courriers) - dessin de Jean-Claude Pertuzé

Si le nettoyage de cheminées est une occupation fort ancienne, aussi ancienne que les cheminées elles-mêmes, ce n'est qu'aux environs du XVIIIe siècle que les cheminées sont devenues suffisamment grandes pour qu'un homme puisse y passer, donnant naissance à l'image typique du ramoneur qui se développa lors de la révolution industrielle.
Aux XVe et XVIe siècles en Europe occidentale, la construction de pignons en escalier devint commune afin de permettre un accès aisé à la cheminée. Avec l'accroissement de la population urbaine, le nombre de maisons à cheminées augmenta et le métier de ramoneur devint plus respecté et recherché, bien qu'il soit parfois tourné en dérision par des vers, ballades et pantomimes.
À l'époque victorienne au Royaume-Uni, la profession était réputée pour l'emploi de jeunes garçons suffisamment minces pour se glisser à l'intérieur des cheminées afin de les nettoyer de l'intérieur. On les surnommait les climbing boys (« garçons grimpants »). Le travail était sale et risqué, et leurs employeurs avaient une réputation d'exploiteurs.
Il en était de même en France, où, traditionnellement, les ramoneurs étaient le plus souvent des jeunes savoyards, partis en groupe de leur pays sous la conduite d'un aîné, pour travailler dans les grandes villes.
Les garçons étaient souvent atteints de déformations articulaires, de brûlures et d'une forme de cancer du scrotum causée par les benzopyrènes contenus dans la suie. Il n'était pas rare que des ramoneurs meurent étouffés par la suie.
L'opinion publique choquée de telles pratiques imposa la recherche de moyens de substitutions. On inventa donc des brosses à manche télescopique et d'autres outils qui permirent au ramoneur de ne plus avoir à entrer dans la cheminée. Vers le milieu du XXe siècle l'invention d'un aspirateur à suie qui pouvait être fixé au-dessus de la cheminée rendit ce processus plus propre qu'il ne l'avait jamais été.

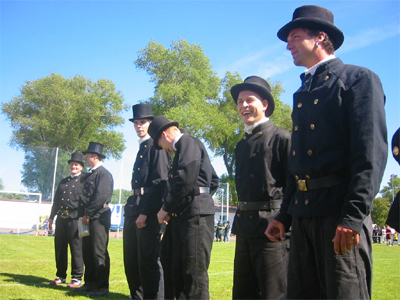
Ramoneurs allemands.

En Allemagne, les ramoneurs étaient organisés en corporation jusqu'au 1er janvier 2013. Chaque ramoneur était limité à un secteur et les prix fixés. Dans ce pays, les ramoneurs portent un uniforme.

## Bon augure
- Au Royaume-Uni, le fait de voir un ramoneur le jour de son mariage est considéré comme une chance pour une fiancée[2],[3]. Comme le travail d'un ramoneur est dangereux, on croit qu'un ramoneur sain et sauf est favorisé par la chance et on croyait qu'en le touchant, on pouvait obtenir une partie de sa chance.
- De nombreux ramoneurs britanniques d’aujourd’hui sont embauchés pour assister à des mariages selon cette tradition[4],[5].
- Les images des ramoneur  comme symbole de chance sont un cadeau populaire pour Noël en Allemagne[6]. Leur tenue traditionnelle est un complet entièrement noir aux boutons dorés sur la veste et un haut de forme noir.
- En Allemagne, en Pologne, en Hongrie, en Croatie, en République tchèque, en Slovaquie, en Slovénie, en Roumanie et en Estonie les ramoneurs portent toujours la tenue traditionnelle entièrement noire avec un chapeau noir ou blanc[7]. C’est de la chance de frotter ou d'attraper l'un des boutons si vous croisez un ramoneur dans une rue.